# Croton velutinus
Croton velutinus är en törelväxtart som beskrevs av Henri Ernest Baillon. Croton velutinus ingår i släktet Croton och familjen törelväxter. Inga underarter finns listade i Catalogue of Life.